# كأس نيوزيلندا 2001
كأس نيوزيلندا 2001 (بالإنجليزية: 2001 Chatham Cup)‏ هو موسم من كأس نيوزيلندا. فاز فيه نادي يونيفرستي ماونت ولينغتون.